# 丽园公园
丽园公园又名丽蒙绿地，是中華人民共和國上海市黃浦區的一個公園，面積為1.7平方公里。該地原來是棚戶區，2002年，盧灣區對該地進行拆遷和舊區改造，並闢建綠地。2003年7月，丽园公园對外開放。